# Філіп Беґун
Філіп Беґун (або Філіп Бегун, пол. Filip Biegun; нар. 21 травня 1996) — польський волейболіст, який грає на позиції догравальника.
У Молодшій лізі польського волейболу грав за команди клубів «Ястшембський Венґель» (Jastrzębski Węgiel, 2013—2014) та «Купрум» (Cuprum, Любін, 2014—2015).
Під час дорослої кар'єри був гравцем клубів ҐКС (GKS, Катовиці, 2015—2016), «Барком-Кажани» (Львів, 2016—2017), «Купрум» (Любін, 2017—2020), УКС Міцкевич (UKS Mickiewicz, Ключборк, 2020—2021; під час виступів тут переважно виходив на заміну). Від сезону 2021—2022 захищає барви клубу «Хробрий» (SPS Chrobry, Глогув; угода діє від 1 вересня 2021 року до 30 червня 2022).